# Prokop Chocholoušek

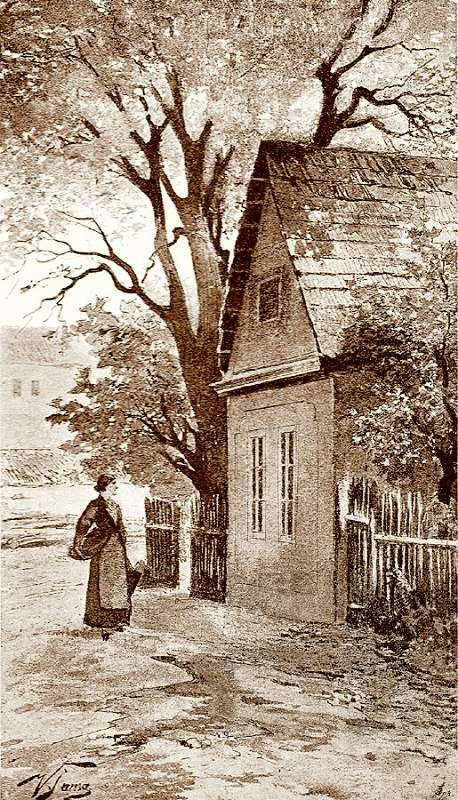
Rodný dům Prokopa Chocholouška na kresbě Václava Jansy

Prokop Chocholoušek (18. února 1819 Sedlec – 5. července 1864 Nadějkov) byl český novinář a spisovatel, autor romantické historické prózy z českých a jihoslovanských dějin, známý i jako satirik.

## Životopis
Narodil se v Sedlci u Sedlčan v rodině ševce. Studoval v letech 1831–1837 na gymnáziu v Praze, pro nedostatek financí však musel studium přerušit. Následně pěšky odešel do Itálie, kde v Padově krátce studoval chirurgii, studium nedokončil. Cestoval po Balkáně, a když se vrátil roku 1839 domů, žil střídavě v Sedlci a v Praze a věnoval se literatuře a žurnalistice.
Vydával humoristické sborníčky Kocourkov a mezi lety 1849–1851 redigoval radikálně demokratický Pražský večerní list. Za článek o úmrtí filozofa a exkomunikovaného kněze Augustina Smetany byl dva měsíce vězněn, další vydávání Pražského večerního listu bylo vojenskými úřady zapovězeno. V následujících letech se snažil o vydání svých sebraných spisů; vydání zůstalo nedokončeno.
Od roku 1855 žil na bratrově statku v Haliči, kde byl jako politicky podezřelý konfinován (na základě úředního příkazu k pobytu na určeném místě měl povinnost se pravidelně hlásit na příslušném úřadě a z místa pobytu se mohl vzdálit jen na policejní povolení). Přestěhování do Prahy nebylo Chocholouškovi povoleno. Roku 1859 mu byl umožněn návrat do rodného Sedlce, zůstával však pod policejním dohledem a byla mu ztížena možnost obživy.
Konfinace byla zrušena až roku 1861. Chocholoušek se mohl vrátit k žurnalistice, pracoval v redakcích listů Čas a Hlas, kde se spřátelil s Janem Nerudou. Přispíval do mnoha dalších listů – Vlastimil, Květy, Poutník, Vesna, Lumír a jiné.
Pochován je v Nadějkově – sem za své bídy a nemoci přesídlil k příteli, faráři Antonínu Fikarovi. Den před smrtí jej navštívil také Neruda. Později mu byl zásluhou táborských vysokoškoláků na tamním hřbitově postaven pomník.

## Dílo
Těžištěm jeho díla je historická próza, na počet prací bohatá, chvatně psaná, vypravěčsky někdy málo obratná. V povídkách a románech z české historie, k jejichž tvorbě jej podnítil Tylův příklad, připomínal Chocholoušek bývalou existenci českého státu, jeho ušlechtilé panovníky a doby, kdy se národ dovedl bránit nepřátelům. Ústy svých postav hájil prospěch a práva prostého lidu a otevřeně hlásal (jako jeden z mála autorů) i v době obnoveného absolutismu po revoluci 1848 ideály svobody a rovnosti.
Po celou dobu své literární činnosti psal povídky ze života a dějin jižních Slovanů, k nimž ho inspirovaly jednak zprávy o jejich současných bojích proti Turkům, jednak jihoslovanské národní zpěvy.
- Vanda – povídka z polských dějin
- Pole Kosovo – povídka s milostně-historickou zápletkou
- Dcera Otakarova
- Přivitan, kmet staropražský (1855) – 2 svazky
- Palcéřík
- Soběslav
- Křižáci
- Jan Pancéř
- Templáři v Čechách (1843) – trojdílný román
- Černohorci
- Jih (1862–63) – trojdílný cyklus. Kreslí zde idealizovaný a pro české prostředí příkladný svět, kde svoboda je nejvyšší hodnotou a její ztráta největším neštěstím, kde prvním mravním příkazem je blaho vlasti. Nejčastějším hrdinou je monumentalizovaný hajduk nebo černohorský junák, pro nějž se boj za svobodu stal smyslem života. Jeho statečnost, smysl pro čest, hrdost a obětavost jsou oslavovány jako výkvět vlastností lidu, s nímž jsou tito hrdinové pevně spjati. Do příkrého kontrastu k slovanskému světu volnosti a demokratičnosti je stavěn svět násilí a bezpráví, reprezentovaný životem a mravy tureckých okupantů. Umělecká účinnost Jihu spočívá v celkově vzrušeném charakteru zobrazení se vznešenými pózami postav, slavnostní intonací věty, výrazy citové zaujatosti, četnými autorovými komentáři, řečnickými otázkami a zvoláními. Na styl díla měly vliv i některé postupy a prostředky jihoslovanské hrdinské epiky, např. konstantní epiteta, ustálená rčení a kompoziční schémata.